# Aaron Rosand

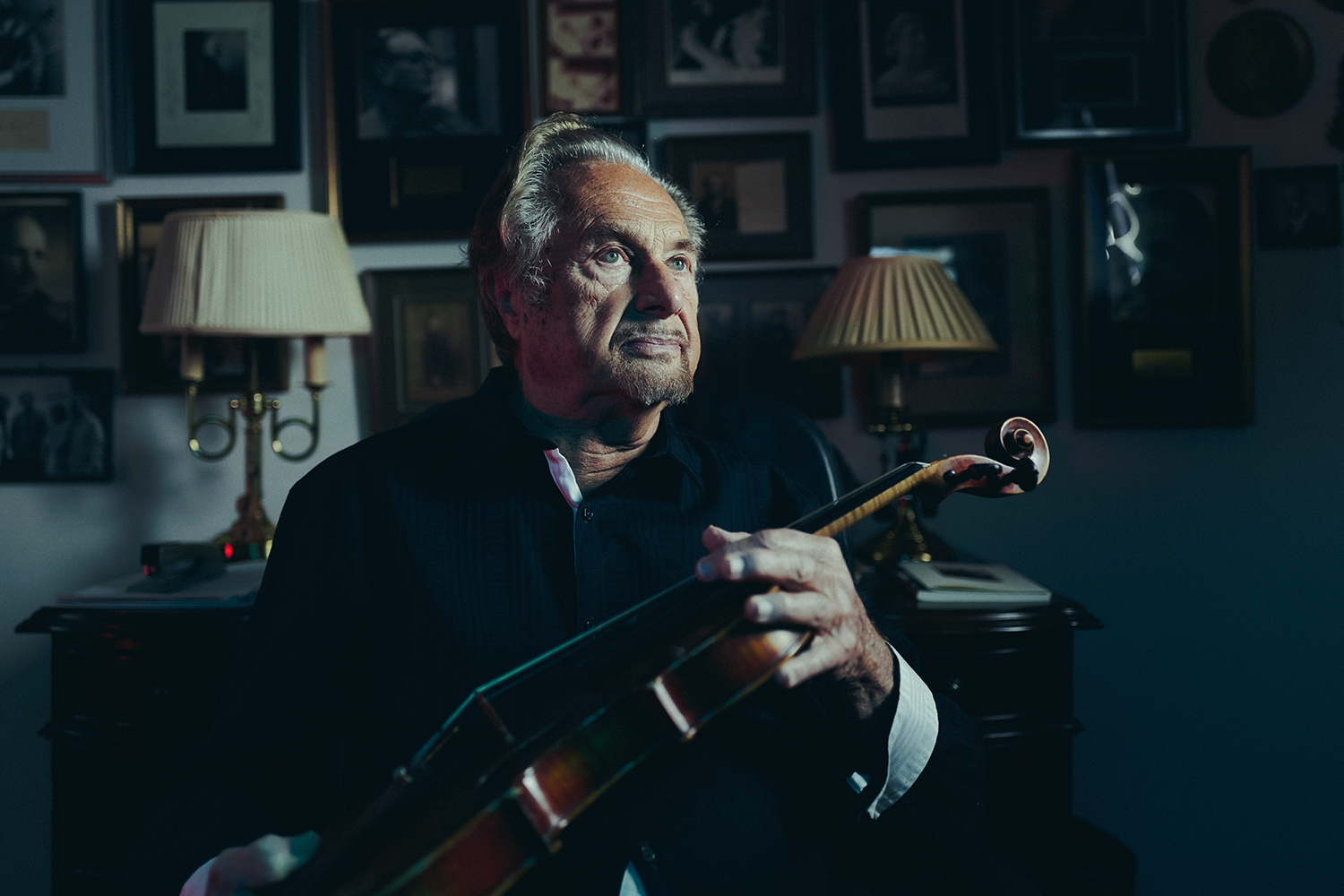
Aaron Rosand (2015)

Aaron Rosand (* 15. März 1927 in Hammond, Indiana; † 9. Juli 2019 in White Plains, New York) war ein US-amerikanischer Geiger und Musikpädagoge.

## Werdegang
Rosand wurde in eine musikalische Familie geboren: Die Mutter war Pianistin im Kino und der Vater Sänger im Kabarett und Amateurgeiger.
Ab dem dritten Lebensjahr hatte er Violinunterricht. Er wurde mit einem Stipendium ausgezeichnet, das ihm Unterricht bei dem Geiger, Komponisten und Dirigenten P. Marinus Paulsen an der Sherwood Music School in Chicago ermöglichte. Aus diesem Grund zog die Familie nach Chicago.
Er debütierte neunjährig mit einem Recital im Civic Opera House von Chicago. Zehnjährig erfolgte sein Debüt mit einem Orchester:  Mendelssohns Violinkonzert mit dem Chicago Symphony Orchestra unter der Leitung von Frederic Stock. Er studierte dann bei Leon Sametini (einem Schüler von Eugène Ysaÿe und Otakar Ševčík) am Chicago Musical College und bei Efrem Zimbalist am Curtis Institute of Music. Von 1945 bis 1947 trat er als Mitglied der Army Special Services vor amerikanischen Truppen im Pazifik auf. Nach seinem Abschluss am Curtis Institute gab er 1948 sein Debütkonzert in der Town Hall in New York.
In seiner mehr als 70 Jahre dauernden Laufbahn trat er mit zahlreichen amerikanischen, europäischen und asiatischen Sinfonieorchestern auf, so den Orchestern von New York, Cleveland, Pittsburgh, Houston, London, Paris, München, Tokio, Rom, Wien und Brüssel, dem National Symphony Orchestra, dem Symphonieorchester des Bayerischen Rundfunks, dem English Chamber Orchestra und dem Concertgebouw-Orchester. Zudem nahm er mehr als 30 CDs mit Violinkonzerten, Kammermusik und Violin-Solokompositionen auf.
Im Mittelpunkt seines Repertoires stand die Musik der Romantik. Seinen 75. Geburtstag beging Rosand mit einer Aufführung von Jean Sibelius’ Violinkonzert in der Verizon Hall in Philadelphia. Seit 1958 spielte er eine Geige von 1741 von Guarneri del Gesù, ein Instrument, dessen vorheriger Besitzer Paul Kochanski war. Ab 1981 unterrichtete er am Curtis Institute. Zu seinen Schülern zählten u. a. Benjamin Bowman, Ray Chen, David Coucheron, David Gale, Roslyn Huang, Stephanie Jeong, Victor Zeyu Li, Asi Matathias und Stephen Waarts.